# Temple House
Temple House (irisch Teach an Teampla) ist ein Landhaus aus georgianischer Zeit bei Ballymote im irischen County Sligo. Das Haus liegt inmitten eines 400 Hektar großen Anwesens in der Nähe der Ruine der Tempelritterburg Templehouse Castle an einem See. Heute wird es als Luxusgästehaus betrieben. Es entstand um 1825 und wurde um 1864 wesentlich erweitert und ausgeschmückt.

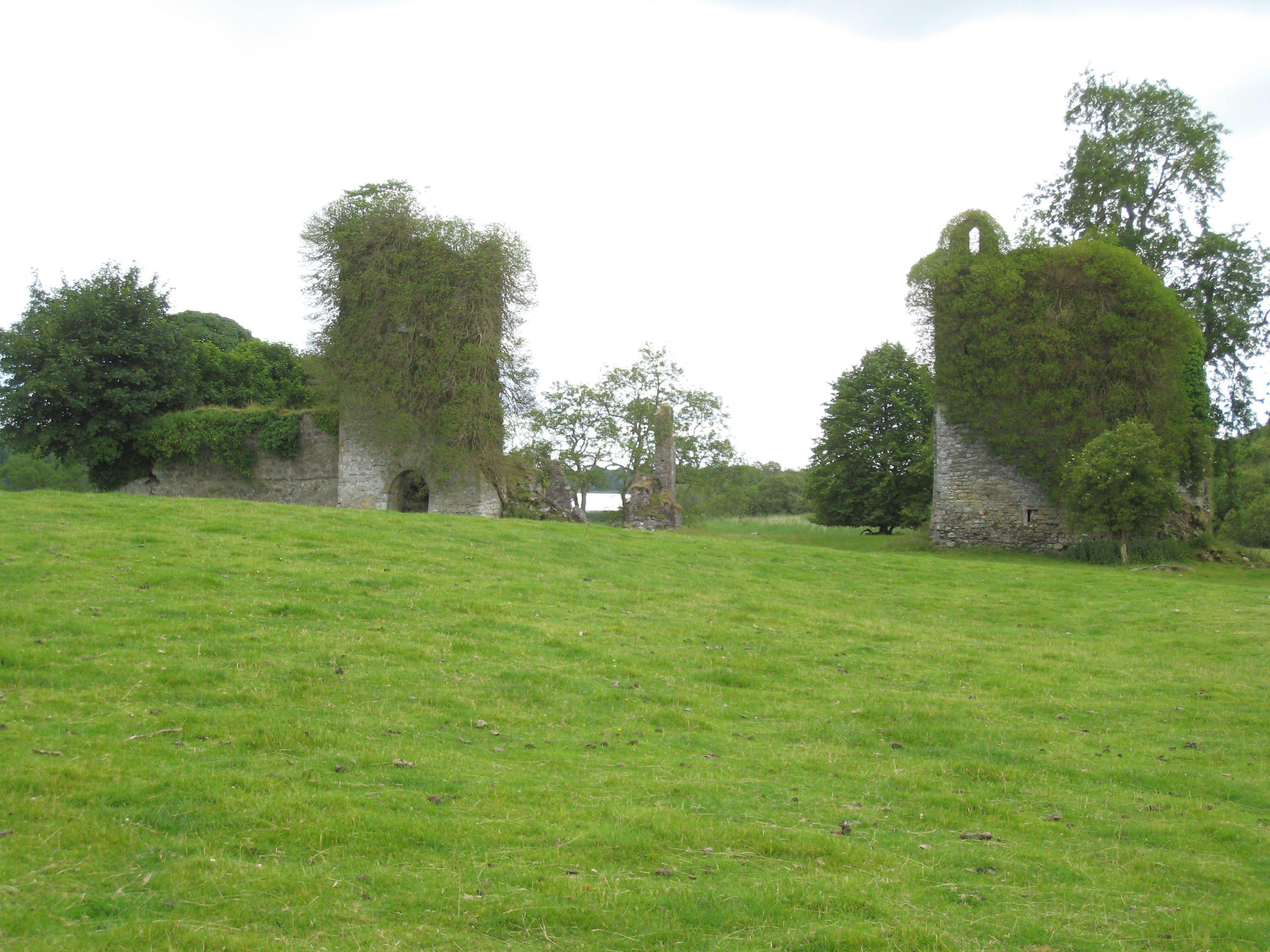
Templehouse Castle heute

Die Tempelritterburg war eine Burg ohne Donjon mit rechteckigem Grundriss, die 1181 in Ballinacarrow (Baile na Cora), heute ein Vorort von Ballymote, errichtet wurde.

## Geschichte
Die Ländereien des heutigen Temple House erhielten die Tempelritter 1216 zugesprochen. Sie fielen 1311, als der Templerorden aufgelöst wurde, an den Johanniterorden. Die Burg wurde 1627 in eine Wohnstatt umgewandelt und 1641 belagert und stark beschädigt.
Die Familie Perceval lebte seit 1665 auf diesem Land. George Perceval (1635–1675) hatte sich in Irland niedergelassen, als er das Anwesen durch Heirat mit einer Erbin der Familie Crofton aus Longford House in Colooney erwarb. Das Grundstück mit Burgruine wurde in der Familie Perceval, von denen einige Mitglieder High Sheriffs of Sligo waren, vererbt, bis es in den Besitz von Colonel Alexander Perceval (1787–1858), einem Parlamentsabgeordneten für das County Sligo und ‚‘Sergeant-at-Arms‘‘ im britischen Oberhaus, kam. Er ließ das vormals gotische Haus um 1825 neu errichten. Allerdings verbrauchte er dafür zu viel Geld, sodass das Haus nach seinem Ableben verkauft werden musste; sein drittältester Sohn, dessen Name ebenfalls Alexander Perceval war und der in China ein Vermögen gemacht hatte, kaufte es. Er ließ das Landhaus um 1864 erweitern, indem er an den Hauptblock mit fünf Jochen in rechtem Winkel einen Seitenblock mit sieben Jochen anbauen ließ.
1920 wurde das Landhaus von der IRA im Zuge des irischen Unabhängigkeitskrieges angegriffen und die Gattin des damaligen Besitzers, Major Alexander Perceval, ernsthaft verletzt.
Das mit Erbstücken angefüllte Haus wird heute als Gästehaus betrieben.